# SN 2005im
SN 2005im – supernowa typu Ia? odkryta 21 września 2005 roku w galaktyce A003602+0050. W momencie odkrycia miała maksymalną jasność 20,90m.